# Klaus Schaper (Grenzopfer)
Klaus Schaper (* 5. Juni 1948 in Braunschweig; † 11. März 1966 bei Elend (Harz)) war ein Todesopfer an der innerdeutschen Grenze.

## Leben
Der 17-jährige Klaus Schaper lebte in Elbingerode und war in der Berufsausbildung zum Rundfunk- und Fernsehmechaniker, als er versuchte, in die Bundesrepublik zu flüchten. Beim Unterkriechen eines Zaunes löste er eine Mine aus, die ihn vermutlich sofort tötete.
Klaus Schapers Bruder verlor wenig später seinen Arbeitsplatz bei der DDR-Hochseeflotte, seine Schwester durfte nicht studieren.
Walter Nabert aus Braunschweig, der Großvater von Klaus Schaper, reiste zur Beerdigung seines Enkels in die DDR. Durch ihn erfuhren auch die westdeutschen Behörden den Namen des am 11. März 1966 ums Leben gekommenen jungen Mannes.
Ein Gedenkkreuz erinnert heute an Klaus Schaper.

## Juristische Aufarbeitung
Fritz Rothe, ehemaliger Stabschef des Kommandos der Grenztruppen der DDR, wurde 1997 vom Landgericht Potsdam u. a. wegen Totschlags an Klaus Schaper zu einer Bewährungsstrafe verurteilt.